# Sjøvegan
Sjøvegan is een plaats in de Noorse gemeente Salangen, provincie Troms. Sjøvegan telt 720 inwoners (2007) en heeft een oppervlakte van 0,94 km².